# Hiddensee
Hiddensee o Isla Hiddsensee (en alemán: «Insel Hiddensee») es una isla en el mar Báltico, situada al oeste de Rügen, en la costa alemana, en el estado de Mecklemburgo-Pomerania Occidental.
La isla cuenta 1034 habitantes. Fue un popular destino de vacaciones para los turistas de Alemania del Este durante la vigencia de la República Democrática Alemana (RDA) y sigue atrayendo a los turistas de hoy con su belleza natural. En el lugar se ubica una estación ornitológica de la Universidad de Greifswald.

## Imágenes

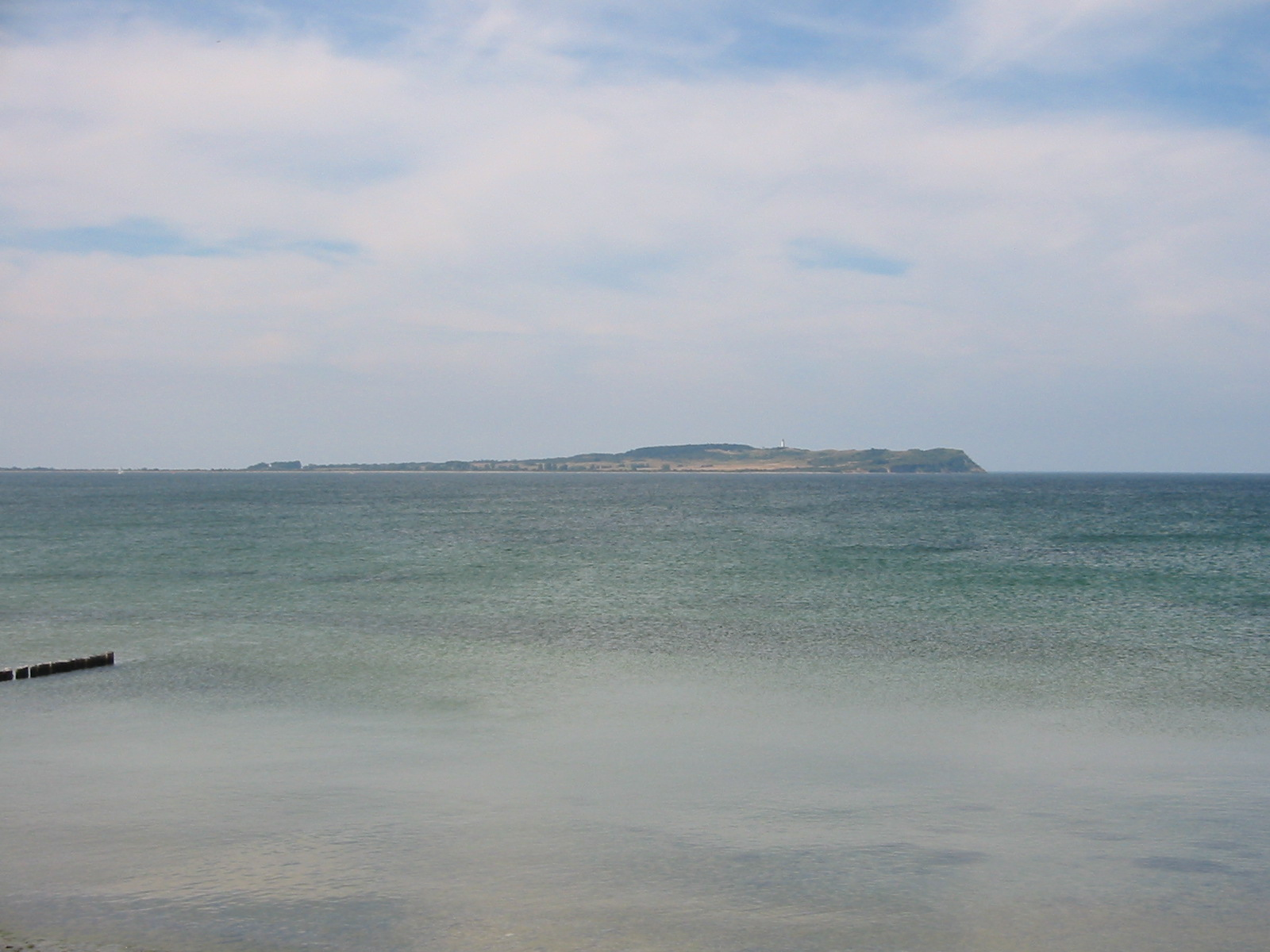
Vista de la isla.
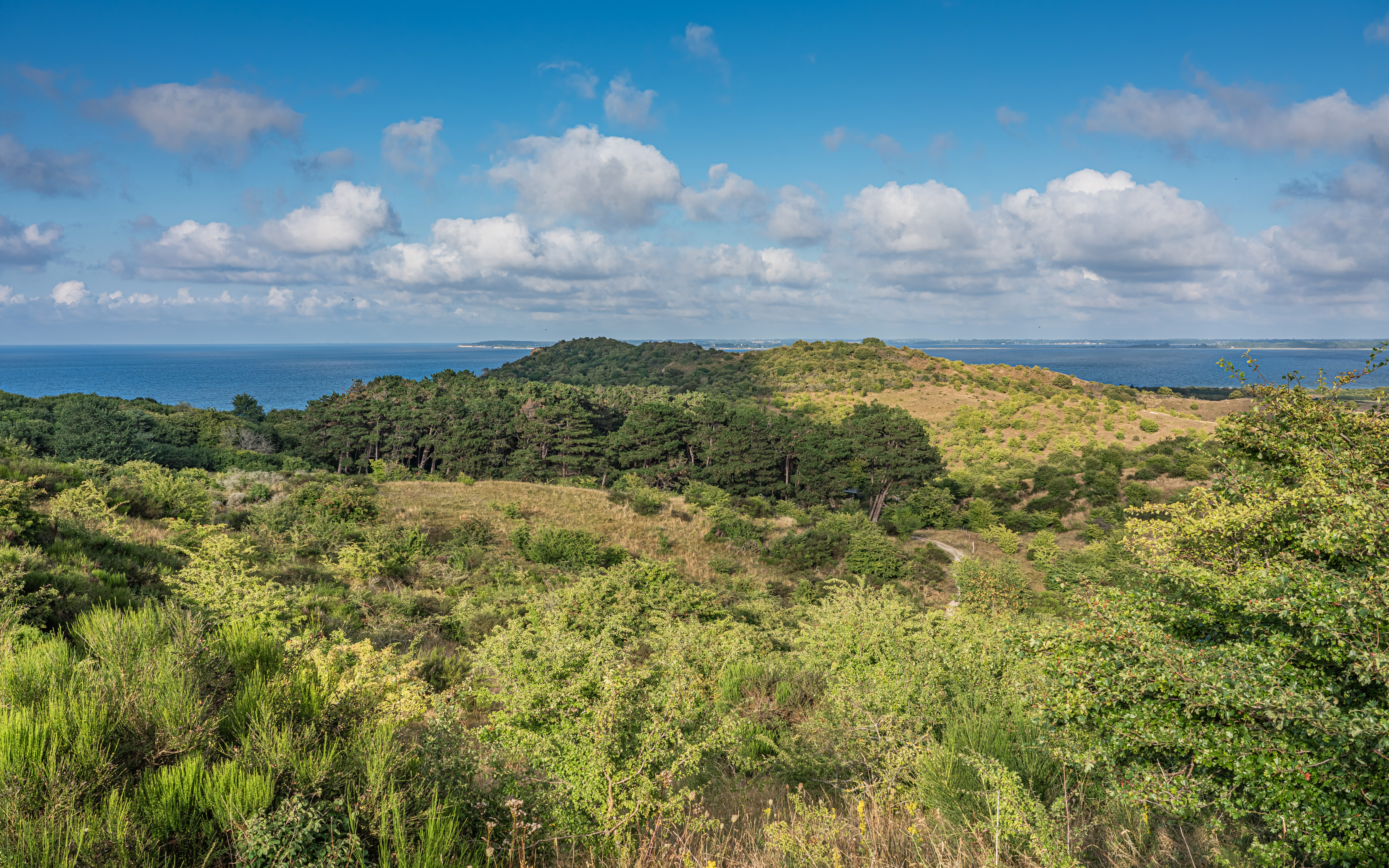
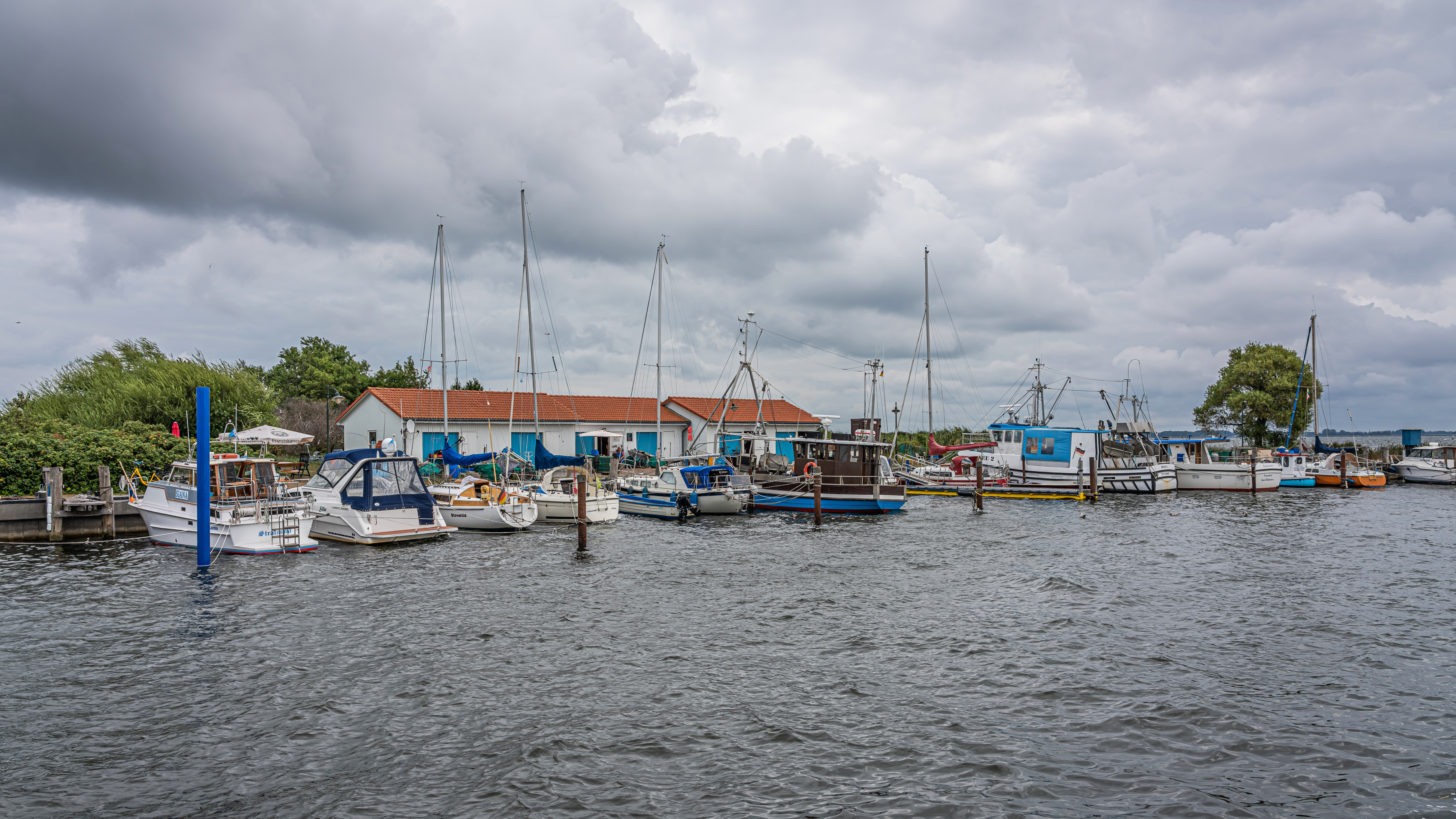
Puerto de Neuendorf.
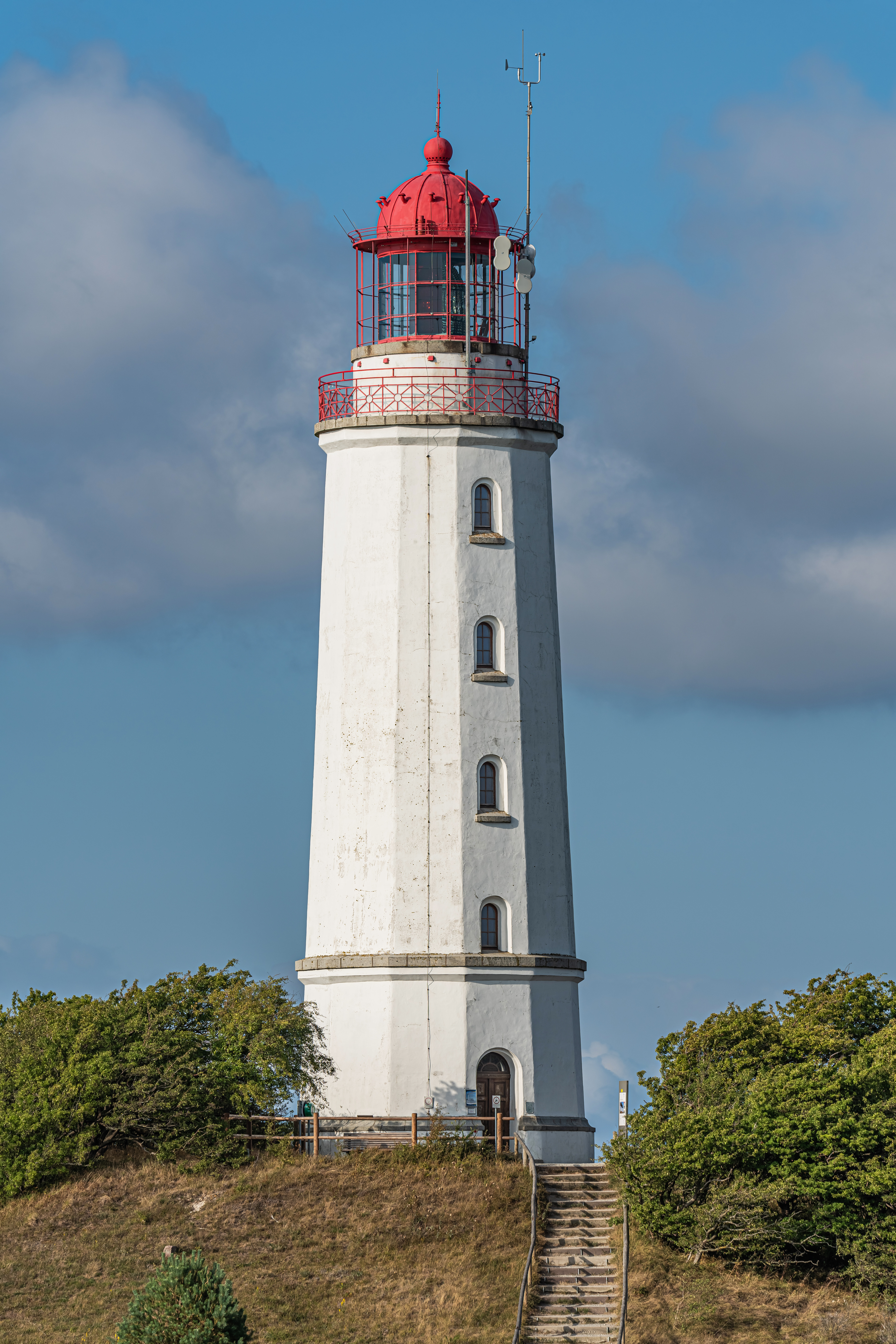
El faro de Hiddensee, la principal estructura de la isla.